# Ilcia
Ilcia (ukr. Ільці, Ilci) – wieś na Ukrainie, w obwodzie iwanofrankiwskim, w rejonie wierchowińskim.